# Governance multilivello
Per governance multilivello si intende un'azione coordinata dell'Unione, degli Stati membri dell'Unione europea e degli enti regionali e locali fondata sui principi di sussidiarietà e di proporzionalità e sul partenariato e volta a definire e attuare le politiche dell'Unione europea.
La governance multilivello è quindi una modalità di elaborazione e attuazione di politiche pubbliche, considerato tipico ad es. delle  «politiche di coesione economica, sociale e territoriale» dell'Unione europea (ai sensi del Titolo VIII, artt. 174-178, del TFUE), caratterizzato da relazioni coordinate e interdipendenti tra una molteplicità di livelli decisionali (sovranazionale, nazionale e subnazionale).
Il concetto di multilevel governance (governance multilivello oppure governance a più livelli) si compone del sostantivo governance e dell'aggettivo multilivello, entrambi con un proprio significato da precisare.
Il vocabolo governance, ad esempio, viene utilizzato in campi di studio diversi fra loro (economico, politico, amministrativo, ...), sia sotto il profilo dei fenomeni analizzati (Governo d'impresa, Politica pubblica, Politiche di governance, New public management...), sia sotto l’ambito geografico rilevante (locale, nazionale, europeo, internazionale).
Nelle analisi delle politiche pubbliche il concetto di governance è utilizzato per designare l'attività concreta di governo più che le istituzioni di governo formali (per le quali si usa il termine government), facendo quindi riferimento alle dinamiche, ai procedimenti effettivi e ai concreti partecipanti al processo di policy making (cioè il processo durante il quale una politica pubblica viene formulata e attuata), e non solo a ciò che è formalmente previsto a priori dalle norme di riferimento.
Governance è, quindi, il concetto utilizzato dagli studiosi di analisi delle politiche pubbliche per designare il modo attraverso il quale una pluralità di soggetti, pubblici e privati, traduce in scelte politiche le soluzioni identificate per la comunità e il territorio di riferimento. Il concetto include, pertanto, anche un riferimento ai soggetti che partecipano ai processi durante i quali una politica pubblica viene formulata e attuata: soggetti pubblici (es. altri livelli di governo) e/o privati (società civile, imprese, lobby...).
Nell’ambito degli studi giuspubblicistici, a partire dalla ridefinizione del ruolo degli enti pubblici e della politica tradizionalmente intesa nei processi di governo della società, il concetto di governance è stato utilizzato per identificare i fenomeni che conseguono alla dispersione del potere, sia sotto il profilo verticale (processo di integrazione europea; regionalismi e federalismi; ...) sia orizzontale (partecipazione della società civile; privatizzazioni; ...), in una serie di relazioni complesse e interconnesse tra soggetti pubblici e privati.
L’aggettivo multilevel a sua volta focalizza l’attenzione sull’esistenza di una pluralità di «livelli» di governo (locale, regionale, nazionale, europeo).
Il concetto di multilevel governance fa pertanto riferimento all'azione coordinata, in determinati settori di politica pubblica, di diversi livelli di governo, sia alla fase di definizione di una politica sia della sua attuazione (es. politiche di coesione e fondi strutturali e di investimento europei; patti per lo sviluppo; piani di rafforzamento amministrativo;...).

## La multilevel governance nei documenti dell'UE
Un primo utilizzo del concetto di governance a più livelli lo si ritrova nel Libro bianco sulla governance europea della Commissione europea (2001) , cioè nel documento che affronta «la questione delle modalità di esercizio da parte dell’UE dei poteri che i cittadini le hanno conferito».
La Commissione conclude le proprie riflessioni sul nuovo metodo comunitario specificando che «occorrono principi chiari che indichino la ripartizione delle competenze tra l’Unione e i suoi Stati membri. Occorre anzitutto rispondere alla frequente domanda dei cittadini su “Chi fa che cosa in Europa”, ma per questo è necessaria una visione comune. Il Libro bianco ha gettato luce su un'Europa concreta, in piena evoluzione, un'Unione basata su una governance a più livelli in cui le parti interessate contribuiscono secondo le capacità e le competenze di ciascuna al successo globale dell'impresa. In un sistema a più livelli, la vera sfida sta nel definire principi chiari su come le competenze vanno ripartite, non certo separate. Solo una visione non esclusiva permette infatti di garantire che si operi nel pieno interesse di tutti gli Stati membri e di tutti i cittadini dell'Unione».
Il principale punto di riferimento in merito alla multilevel governance è, oggi, costituito dal Libro bianco sulla governance multilivello (2009) .
Il Libro bianco è un parere del Comitato delle Regioni adottato a maggioranza, nel quale la governance multilivello è definita come «un principio consistente nell'azione coordinata dell'Unione, degli Stati membri e degli enti regionali e locali, fondata sui principi di sussidiarietà e di proporzionalità e sul partenariato, che si concretizza attraverso una cooperazione funzionale e istituzionalizzata intesa a elaborare e attuare le politiche dell'Unione europea» .
Nello stesso Libro bianco il Comitato delle Regioni ha annotato che «la legittimazione, l'efficacia e la visibilità dell'azione comunitaria dipendono dal contributo di tutti gli attori, e sono garantite solo a condizione che gli enti regionali e locali agiscano da veri e propri «partner» e non si limitino più a svolgere un ruolo di "intermediari". Infatti, favorendo un processo più dinamico e una maggiore responsabilizzazione dei diversi attori interessati, il partenariato va ben al di là della mera partecipazione e consultazione. La sfida della governance multilivello consiste pertanto nella complementarità e nell'articolazione tra la governance istituzionale e quella di partenariato».
La governance multilivello intesa in senso stretto, a ogni modo, «non si applica all'insieme delle politiche dell'Unione, e, laddove viene applicata, raramente lo è in maniera simmetrica od omogenea».
Il successivo parere del Comitato delle Regioni Sviluppare una cultura europea della governance multilivello: iniziative per dar seguito al Libro bianco del Comitato delle Regioni  ha precisato che «tale modalità di governance implica la responsabilità condivisa dei diversi livelli di potere interessati, e si basa su tutte le fonti della legittimità democratica e sulla rappresentatività dei diversi attori coinvolti. Essa inoltre stimola, attraverso un approccio integrato, la compartecipazione dei diversi livelli di governance nella formulazione delle politiche e della legislazione comunitarie, attraverso diversi meccanismi (consultazioni, analisi d'impatto territoriale, ecc.)».
Nel 2014 è stata infine adottata dallo stesso Comitato delle Regioni una Carta della governance mutilivello in Europa , aperta all’adesione di istituzioni locali, regionali, statali, internazionali.

## Politiche pubbliche
Le politiche pubbliche possono essere concepite come un ciclo composto da varie fasi, ciascuna caratterizzata da proprie dinamiche politiche.
Secondo Stella Theodoulou, il ciclo di politica pubblica è essenzialmente tutto ciò che accade dal manifestarsi di un problema fino alla conclusione della politica pubblica che lo riguarda.
Un modello ormai standardizzato di ciclo per le politiche pubbliche è il seguente:
- Inserimento nell'agenda (identificazione del problema)
- Formulazione della politica
- Decision-making
- Implementazione della politica
- Analisi e valutazione della politica (continuare o terminare la politica)